# Ершов, Николай Григорьевич
Ершов, Николай Григорьевич (23 апреля 1837, Москва, Российская Империя — 12 марта 1896, Санкт-Петербург, Российская Империя) — русский лепидоптеролог. Н. Г. Ершовым было описано большое число новых таксонов чешуекрылых. Именем Н. Г. Ершова названы многие чешуекрылые, в том числе желтушки — Colias erschoffii Alphéraky, 1881, а также медведицы — Palearctia erschoffii (Alpheraky, 1882).

## Биография
Среднее образование получил в Санкт-Петербурге, по желанию отца остался купцом, но посещал лекции по зоологии и химии в Медико-хирургической академии и работал в Зоологическом музее Императорской академии наук. Ещё в пансионе под руководством Менетрие занимался изучением преимущественно русских чешуекрылых. Ершов собрал одну из лучших коллекций по бабочкам, большая часть которой принесена им в дар Зоологическому музею Императорской академии наук и в настоящее время хранится в Зоологическом институте РАН в Санкт-Петербурге. Ершов принимал деятельное участие в делах Русского энтомологического общества.

## О нём
- Алфераки С., 1896: Николай Григорьевич Ершов. — Тр. Русск. энтом. о-ва, 31 (1): X—XIX.
- Богданов А. П., 1888: Материалы для истории научной и прикладной деятельности…, т. 1. — М.
- Horn, W., Kahle I., Friese G., Gaedike R., 1990: Collectiones entomologicae. / Teil 1. – Berlin, ADL, : 110.
- Korolev V.A., Murzin V.S., 1997: Historical review.- In: Guide to the butterflies of Russia and adjacent territories (Lepidoptera, Rhopalocera). Vol. 1. Hesperiidae, Papilionidae, Pieridae, Satyridae. // Edited by V.K. Tuzov.- Sofia-Moscow, Pensoft.

## Сочинения
- Erschoff, N. Note sur quelques Lépidoptères de la Sibérie orientale. — Bull. Soc. Imp. Nat. Mosc. 1869. T. 42. No. 2. P. 272—274.
- Ершов, Н. Г., Фильд, А. Каталог чешуекрылых Российской Империи — Тр. Рус. энтомол. о-ва, (1867—1869), 4: 130—204, карта. 1870.
- Erschoff, N. Note sur les Lépidoptères de la Sibérie occidentale. — Bull. Soc. Imp. Nat. Mosc. 1870. T. 43. P. 218—220.
- Erschoff, N. Beitrag zur Lepidopteren-Fauna Russlands. — Bull. Soc. Nat. Mosc. 1871. T. 44. No. 1. P. 303—305.
- Erschoff, N. Diagnoses de quelques espèces nouvelles de Lépidoptères appartenant à la faune de la Russiae Asiatique. — Horae Soc. Entomol. Ross. 1872. T. 8. P. 315—318.
- Ершов, Н. Г. Чешуекрылые (Lepidoptera) — В кн: А. П. Федченко Путешествие в Туркестан Т. II, ч. 5, отд. 3: 6, т. 1, ф. 3 (в изд. «О-во любителей естествознания, антропологии и этнографии. Известия…» Москва, 1874.
- Ершов, Н. Список чешуекрылых из окрестностей г. Шахруда въ Персіи, собранных г. Огородниковым в iюле месяце 1874 г. в долине безводной, сухой и безлесной, лежащей на возвышенном плато, приблизительно до 5,000 ф. н. у. м. — Труды Русского Энтомологического Общества в С.-Петербурге. 1876. Т. VIII. С. 321.
- Ершов, Н. Список чешуекрылых, собранных г. Хлебниковым в окрестностях Кяхты. — Труды Русского энтомологического общества. 1876. Т. 8. С. 321—322.
- Ершов, Н. Список чешуекрылых, найденных в С.-Петербургской губернии, проверенный и исправленный по 1-е Декабря 1880 г. — Труды Русского энтомологического общества. 1880—1881. Т. 12. С. 199—221.